# Луций Росций Элиан Меций Целер
Луций Росций Элиан Меций Целер (лат. Lucius Roscius Aelianus Maecius Celer) — римский политический деятель конца I века — начала II века.
Элиан происходил из Тарраконской Испании. Его отцом, по всей видимости, был консул-суффект 81 года Марк Росций Целий, а братом консул-суффект 101 года Марк Меций Целер.
В 87 году Росций был военным трибуном IX Испанского легиона, одержав во время своего командования этим легионом победу над германским племенем хаттов, был награждён за это лагерным и стеновым венками и двумя почетными копьями. Затем, при императоре Домициане, он занимал следующие должности: квиндецемвира по разрешению тяжб, квестора, народного трибуна, претора. С ноября по октябрь 100 года Элиан был консулом-суффектом. Его коллегой по должности был Тиберий Клавдий Сакердот Юлиан. Затем, с 116/117 по 117/118 год он находился на посту проконсула провинции Африка.